# مؤسسه منابع جهان

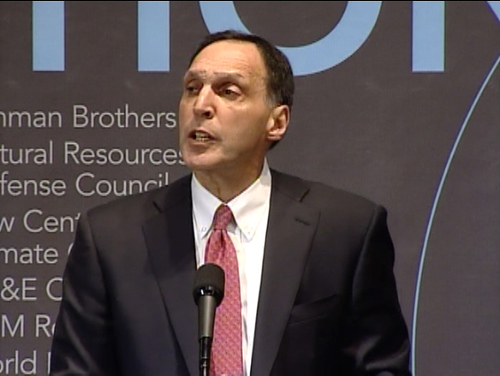
ریچارد اس. فولد، جونیور در موسسه منابع جهانی

مؤسسه منابع جهان (WRI) یک سازمان غیرانتفاعی تحقیقاتی جهانی است که در سال ۱۹۸۲ با بودجه بنیاد مک آرتور تحت رهبری جیمز گوستاو اسپث پایه‌گذاری شد. فعالیت‌های WRI در هفت حوزه متمرکز است: غذا، جنگل‌ها، آب، انرژی، شهرها، آب و هوا و اقیانوس.